# Chrysanthrax adumbrata
Chrysanthrax adumbrata är en tvåvingeart som först beskrevs av Daniel William Coquillett 1887.  Chrysanthrax adumbrata ingår i släktet Chrysanthrax och familjen svävflugor. Inga underarter finns listade i Catalogue of Life.